# Stellerina
Stellerina is een monotypisch geslacht van straalvinnige vissen uit de familie van harnasmannen (Agonidae). Het geslacht is voor het eerst wetenschappelijk beschreven in 1896 door Cramer in Jordan & Evermann.

## Soort
- Stellerina xyosterna Jordan & Gilbert, 1880